# Maria Kwaśniewska
Maria Kwaśniewska   (Łódź, 15 d'agost de 1913 - Varsòvia, 17 d'octubre de 2007) va ser una atleta polonesa, especialista en el llançament de javelina, jugadora de bàsquet i voleibol, que va competir durant les dècades de 1930 i 1940.
Nascuda a Łódź, el 1936 va prendre part en els Jocs Olímpics de Berlín, on guanyà la medalla de plata en la prova del llançament de javelina del programa d'atletisme. Finalitzà rere les alemanyes Tilly Fleischer i Luise Krüger.
El 1937 es va traslladar a Varsòvia per estudiar matemàtiques. L'esclat de la Segona Guerra Mundial impedí la finalització dels seus estudis. El setembre de 1939 va participar en la defensa de Varsòvia. Per la seva valentia va ser guardonada amb la Creu al Valor.
Durant la seva carrera esportiva guanyà nombrosos campionats nacionals: llançament de javelina (1931, 1935, 1936, 1939, 1946), salt de llargada (1930), pentatló (1934, 1935, 1936), 60 metres llisos (1946) i salt llargada en pista coberta (1946). També va jugar amb la selecció nacional de bàsquet i voleibol.
Va ser la primera polonesa a obtenir la medalla de bronze de l'Orde Olímpic el 1978.

## Millors marques
- Llançament de javelina. 44,03 metres (1936)[1][3]